# Chigmit Mountains
Die Chigmit Mountains bilden einen Gebirgszug der Aleutenkette am Ansatz der Alaska-Halbinsel im Südwesten Alaskas, etwa 200 km südwestlich von Anchorage. Sie erheben sich entlang der Westküste des Cook Inlet und bedecken mit einer Längsausdehnung von 220 km in Südwest-Nordost-Richtung sowie einer Breite von 80 km eine Fläche von etwa 12.300 km².
Nach Süden reicht das Gebirge bis zu einer Verbindungslinie zwischen Iliamna Lake und Bruin Bay. Im Westen wird das Gebirge durch Newhalen River, Lake Clark, Tlikakila River, Blockade Lake und Blockade-Gletscher von den weiter westlich gelegenen Neacola Mountains getrennt.
Der höchste Berg der Chigmit Mountains und auch der Aleutenkette ist der Mount Redoubt mit einer Höhe von 3108 m.
Die Chigmit Mountains bilden gemeinsam mit den Neacola Mountains das Bindeglied der Aleuten- zur Alaskakette. Sie haben mit dem Mount Redoubt und dem Mount Iliamna zwei bedeutende Schichtvulkane.
Der Lake-Clark-Nationalpark erstreckt sich über einen Teil der Chigmit Mountains.

## Berge der Chigmit Mountains
| - Mount Redoubt (3108 m) - Mount Iliamna (3053 m) - Double Peak (2078 m) | - Black Peak (1946 m) - Mount St. Augustine (1227 m) |